# Will Close
Will Close (...) è un attore britannico.

## Biografia
Nato e cresciuto nel Worcestershire, Will Close ha studiato recitazione all'Università dell'Illinois - Urbana-Champaign e alla Mountview Academy of Theatre Arts, diplomandosi nel 2011. Successivamente ha cominciato a recitare assiduamente nei teatri dell'Off-West End londinese, tra cui il Young Vic, il Soho Theatre e il King's Head Theatre.
Nel 2023 ha interpretato il calciatore Harry Kane nella commedia teatrale Dear England al National Theatre e poi al Prince Edward Theatre e per la sua interpretazione ha vinto il Laurence Olivier Award al miglior attore non protagonista nel 2024.

## Riconoscimenti
- Premio Laurence Olivier
  - 2024 – Miglior attore non protagonista per Dear England